# イン・レインボウズ
『イン・レインボウズ』（英語: In Rainbows）は、イギリスのロックバンド、レディオヘッドの7作目となるアルバム。
『ローリング・ストーン誌が選ぶオールタイム・ベストアルバム500』に於いて、336位にランクイン。

## リリース
2007年10月1日にジョニーのブログで作品の存在が公表され、その9日後の10月10日に今後の展開についての説明が公式HP上で行われた。そこでは、限定ボックスセット（豪華なアートワークとボックス入りで、新曲B面が収録されたボーナスディスク付きのアナログ&CD）が完全受注制で12月3日直販リリースされることと、今すぐに公式HP上でのダウンロード販売も開始されることが発表された。HMVなどの大手外資系レコードの動きから、通常の流通盤も12月から各国順次発売されることがファンに推測され、後日そのことも公表された。ダウンロード販売は前代未聞の価格一任制で（別途DL手数料は発生）、0〜∞円（ドル、ユーロetc）で作品を購入することが可能だった。
このリリース方法は話題を呼び、世界中の様々なメディアがこぞってニュースとして取り上げた。
主に
1. リスナーが価格を自由に決定すること
2. レコード会社や流通の中間マージンが発生しない(インターネット上での売買という)形態でも販売が行われたこと

等が話題に上がり、「革新的だ」「レディオヘッドは業界の方法論の第一人者を模索している」「このリリース方法自体がコマーシャル性の強いものであり、逆説的にあざとくプロモーションに使っている」「レディオヘッドのようなモンスターバンドだからこそできることであり全てには当てはまらない」」「新時代の幕開けとなる画期的なネットリリース」「業界に収益が還元されないため後進/若手の芽を摘むようなやり方」など、全世界で数多くの論議を呼んだ。
ダウンロード販売はバンドの公表によれば平均約4ポンド(約1000円)で購入されたという。通常版もUKチャート/USビルボード共に1位にランクインしている。メンバーは、今後（少なくとも次は）同じような形態でリリースすることは恐らくないとしている。
メンバーがこのリリース方法に至った理由として、
1. については…「全ての音楽の価値が一律である」事へ疑問を抱いたから
2. については…第一に、毎回のようにアルバムが発売前にネット上で世界中に違法リークされてしまうため、「どうせやられるならこっちからやってやろう」「他人に作品を預ける期間を極力減らして手早くやろう」と考えたから 第二に、一般リスナーがメディアと同時に同じ方法でアルバムを手にし、(業界人の評価など)メディアからの先入観を受けずに自らの耳で判断できるから(「全ての人が平等に扱われている」「バンドと一般リスナーを隔てる物は何も無い」「(今までの方法だと)レディオヘッドという足枷(業界人の評価)をはめられて…」等の発言から)

等と説明している。
そして、メンバーやバンドのスポークスマンは「音楽業界に敵対することを目的としたリリース方法ではない」ということを公表当初から発言し続けている。サーバー管理/メール管理などはバンドや内輪の人間のみの少人数で行われたため、「期間中は火の車で死ぬかと思った」（エド/Q誌）と全世界へのセルフリリースは相当の困難を極めた。プロデューサーのナイジェル・ゴッドリッチやメンバーは、作品を最上の方法で楽しみたいならば、ダウンロード版とはやはり音質に格段の差があるCD/アナログ盤で聞いて欲しいとも語っている。
通常流通盤のシングルカットは"Jigsaw Falling into Place"、"Nude"、"House of Cards"/"Bodysnatchers"、"Reckoner"。

## プロダクション
前作『ヘイル・トゥ・ザ・シーフ』の複数回の世界ツアーの後に約一年の休暇を挟み、その後何年もスタジオでの作業とツアーを繰り返し、キャリア最長の四年のインターバルを経て作品は完成された。途中に入ったトム・ヨークやジョニー・グリーンウッドのソロプロジェクトのこともあり、セッション/レコーディングも非常に断続的に行われ、最終的に2007年に入ってからバンドは本拠地オックスフォードに籠って三年の成果をまとめて、全18曲が出来上がった。
トムがリリース直前にメディアに語ったように、全体的にエレクトロニカ色はさらに薄れ、サウンドプロダクションは3rd『OK コンピューター』に近い趣を持ったものになっている。前作『ヘイル・トゥ・ザ・シーフ』に比べると音数がかなり絞られビート感はシンプルなものが多いが、全体的にリヴァーヴやストリングスの多用が目立つ上、サウンドレベルをトラックごとにかなり細微にわたって調整している(ナイジェル・ゴッドリッチ曰くキャリアでも『Kid A』に次ぐ。)ため、音響はHi-Fi感が非常に強い。
トムは今作を評して「基本的にポジティブなレコード」と語っている。

## 反響
アメリカでは『キッド A』以来のアルバムチャート1位を記録し、52週に渡ってチャートインするなど大ヒットになった。

## 収録曲
作詞/作曲は全てトム・ヨーク、ジョニー・グリーンウッド、フィル・セルウェイ、エド・オブライエン、コリン・グリーンウッド
1. 15 ステップ - "15 Step" – 3:57
5拍子のエレクトロナンバー。グラミー賞ではこの曲のマーチングアレンジが披露された。
映画『トワイライト〜初恋〜』のエンディング曲として使用された。
2. ボディスナッチャーズ - "Bodysnatchers" – 4:02
サードシングルカット。"House of Cards"と同時リリースされた。ギターリフとカッティングを軸に後半オンド・マルトノを入れて転調する、BPMの速いロックソング。2007年末のウェブキャストでは激しいシャウトが聞けた。
3. ヌード - "Nude" – 4:15
セカンドシングルカット。『OK コンピューター』の頃に"Big ideas"という曲名で大元が作られており、その時期の日本ツアーで世界で初めて披露された曲。今作収録のアレンジにはコリンのベースラインが追加され、曲の骨組みとして重要な役割を担っている。トムは「このベースが入ったことによって凄く歌い易くなった」と多くのインタビューで語る。
4. ウィアード・フィッシズ/アルペッジ - "Weird Fishes/Arpeggi" – 5:18
曲名の通り、アルペジオを曲全体の骨組みとしているナンバー。ジョニーがロンドン・シンフォニエッタ楽団から請け負っていた「さまざまなメロディーを持つ複数のパートが波のように折り重なっていく」というアイディアを持ったオーケストラ曲が元で、それを三本のギターを有するロックバンドとして再解釈して出来上がった。
5. オール・アイ・ニード - "All I Need" – 3:48
ピアノと歪んだベースラインで煽られるバラード。PVはMTVが主催した第三世界救済のキャンペーンに使われた。
6. ファウスト・アープ - "Faust Arp" – 2:09
ジョニーが一人で作曲したアコギ主体の短い曲。変拍子が多用されている。
7. レコナー - "Reckoner" – 4:50
フォースシングルカット。ジョニーの同アルバムにおけるフェイバリット。元は同名の全く違った曲だったが、そのPart2として作られたこちらに"Reckoner"の題は譲られ、元の曲の方はお蔵入りとされていたが2009年にトム・ヨーク名義でFeeling Pulled Apart by Horsesとしてリリースされた。5小節を1循環としてポリリズムなリズム体をからめたナンバー。イントロとブリッジで拍が裏返っており、アウトロで4小節1循環となる。トムはこの曲はジョン・フルシアンテのギタープレイからインスパイアされたと語っている。
8. ハウス・オブ・カーズ - "House of Cards" – 5:28
サードシングルカット。"Bodysnatchers"と同時リリースされた。歌詞に頻出する「denial(拒絶)」は今作のテーマだとトムは語る。
9. ジグソー・フォーリング・イントゥ・プレイス - "Jigsaw Falling into Place" – 4:08
ファーストシングルカット。
10. ヴィデオテープ - "Videotape" – 4:39
トム曰く、「今まで作ってきた中で最もポジティブな曲」（Snoozer）。当初はアルバム前半に配置される予定だったが、「これを聴き終わったらそこで音を止められてしまいそうなので」最後に配置された。

### ボーナスディスク(ディスク2)
1. MK 1 - "MK 1" – 1:04
ディスク1最終曲の逆再生らしき音像から始まるインスト。
2. ダウン・イズ・ザ・ニュー・アップ - "Down Is the New Up" – 4:59
トムが今作ディスク2でのfavoriteに挙げている。
3. ゴー・スロウリー - "Go Slowly" – 3:48
エドが今作ディスク2でのfavoriteに挙げている。
4. MK 2 - "MK 2" – 0:53
"MK 1"同様、短いインスト。
5. ラスト・フラワーズ - "Last Flowers" – 4:27
トム曰く、孤児院をイメージして書いた曲だという。2006年時点でアコースティックギターで演奏されていた。2010年に公開された東宝配給の映画「告白」の主題歌。
6. アップ・オン・ザ・ラダー - "Up on the Ladder" – 4:17
以前のライブでも未完成版が披露されていた曲。そちらは歪んだギターが特徴的で、完成版とは似ても似つかない。
7. バンガーズ + マッシュ - "Bangers + Mash" – 3:20
トムとフィルのツインドラムで演奏される曲。トム曰く「史上最高に馬鹿で、エキサイティング」。
8. 4・ミニッツ・ウォーニング - "4 Minute Warning" – 4:06
コリンが今作ディスク2でのfavoriteに挙げている。この長いイントロはウェブキャストにおいて曲間等の繋ぎとして頻繁に使われた。ライブではイントロはカットされている。

## チャート
| チャート（2008年）               | 最高順位 |
| -------------------------------- | -------- |
| イギリス（全英アルバムチャート） | 1        |
| アメリカ（Billboard 200）        | 1        |